# David Harbater
David Harbater (Nova Iorque, 19 de dezembro de 1952) é um matemático estadunidense, que trabalha com álgebra e geometria algébrica.

## Vida
Harbater estudou a partir de 1970 na Universidade Harvard, com o bacharelado em 1974. Obteve um doutorado em 1978 no Instituto de Tecnologia de Massachusetts, orientado por Michael Artin, com a tese Deformation Theory and the Fundamental Group in Algebraic Geometry. É professor da Universidade da Pensilvânia. Recebeu o Prêmio Cole de álgebra de 1995, juntamente com Michel Raynaud.
Foi palestrante convidado do Congresso Internacional de Matemáticos em Zurique (1994: Fundamental Groups of Curves in Characteristic {\displaystyle p}). É fellow da American Mathematical Society.